# Церемонія закриття літніх Олімпійських ігор 2024 року
Церемонія закриття літніх Олімпійських ігор 2024 року в Парижі відбулася 11 серпня 2024 року на стадіоні «Стад-де-Франс» у Сен-Дені.

## Контекст
На відміну від нетипової церемонії відкриття Літніх Олімпійських ігор 2024 року, яка відбулася на Сені, церемонія закриття міститься на «Стад-де-Франс» у більш традиційний спосіб.

## Підготовка
Оргкомітет призначив режисера Тома Жоллі художнім керівником чотирьох церемоній (відкриття та закриття Олімпійських та Паралімпійських ігор) у вересні 2022 року. Церемонія закриття стала продовженням церемонії відкриття. Під назвою «Рекорди» йдеться про знайдені рештки церемонії відкриття через кілька тисяч років після Ігор. Церемонію вирішено в стилістиці фантастики.

## Учасники
Виконавцем головної ролі став Артур Кадр. Виступили музичні гурти «Air» та «Phoenix».
У церемонії передачі олімпійського прапора Лос-Анджелесу, столиці Літніх Олімпійських ігор 2028 року, взяв участь американський актор Том Круз. Він у шкіряній куртці й рукавичках стрибнув з даху стадіону, та згодом спустився на арену на тросі.